# 任萍
任萍（1925年—？），原名任金福，男，直隶（今河北）内丘人，中国剧作家，一级编剧，曾任总政歌剧团编导。